# Petit palais Radziwiłł
 (octobre 2024).
Le petit Palais Radziwiłł (en lituanien : Mažieji Radvilų rūmai ; en Polonais : Mały Pałac Radziwiłłów) est un ancien palais de la famille Radziwiłł à Vilnius, en Lituanie. Le palais a été construit au XVIIe siècle et a été reconstruit deux fois en 1796-1810 et en 1987-1989. Actuellement, il abrite le Musée du Théâtre, de la Musique et du Cinéma de Lituanie.